# Rydens Sensation
Rydens Sensation, född 23 april 1996, död 2013, var en svensk varmblodig travhäst. Han tränades av Stefan Melander och kördes oftast av Melander själv eller Jorma Kontio.
Rydens Sensation tävlade åren 1998–2002 och sprang in 3,6 miljoner kronor på 60 starter varav 16 segrar, 3 andraplatser och 5 tredjeplatser. Bland hans främsta meriter räknas segrarna i Sprintermästaren (2000), uttagningslopp till Svenskt Travderby (2000), uttagningslopp till Grand Prix l'UET (2000), en andraplats i Grand Prix l'UET (2000), en tredjeplats i Solvalla Grand Prix (2000) och en femteplats i Sundsvall Open Trot (2004).
Efter karriären var han avelshingst. Han har lämnat efter sig bland andra Borlis Carl (2004), som sprang in en halvmiljon kronor.